# Élections législatives danoises de juillet 1920
Les élections législatives danoises de juillet 1920 ont eu lieu le 6 juillet 1920.

## Résultats

### Danemark métropolitain
| Inscrits                     | Inscrits                 | Inscrits                 | 1 275 787 |             |                       |                       |
| Abstentions                  | Abstentions              | Abstentions              | 320 222   | 25,1 %      |                       |                       |
| Votants                      | Votants                  | Votants                  | 955 565   | 74,9 %      |                       |                       |
|                              |                          |                          |           |             |                       |                       |
| Bulletins enregistrés        | Bulletins enregistrés    | Bulletins enregistrés    | 955 565   |             |                       |                       |
| Bulletins blancs ou nuls     | Bulletins blancs ou nuls | Bulletins blancs ou nuls | 10 197    | 1,07 %      |                       |                       |
| Suffrages exprimés           | Suffrages exprimés       | Suffrages exprimés       | 945 368   | 98,93 %     | 139 sièges à pourvoir | 139 sièges à pourvoir |
|                              |                          |                          |           |             |                       |                       |
| Liste                        | Tête de liste            |                          | Suffrages | Pourcentage | Sièges acquis         | Var.                  |
| Venstre                      | Niels Neergaard          |                          | 344 351   | 36,43 %     | 51 / 139              | 3                     |
| Sociaux-démocrates           | Thorvald Stauning        |                          | 285 166   | 30,16 %     | 42 / 139              | en stagnation         |
| Parti populaire conservateur | Emil Piper               |                          | 180 293   | 19,07 %     | 26 / 139              | 2                     |
| Parti social-libéral danois  | Carl Theodor Zahle       |                          | 109 931   | 11,63 %     | 16 / 139              | 1                     |
| Parti des employeurs         | Néant                    |                          | 25 627    | 2,71 %      | 4 / 139               | en stagnation         |